# Tanyproctus carbonarius
Tanyproctus carbonarius är en skalbaggsart som beskrevs av Franz Faldermann 1835. Tanyproctus carbonarius ingår i släktet Tanyproctus och familjen Melolonthidae. Inga underarter finns listade i Catalogue of Life.